# Lukas Sieper
Lukas Sieper (ur. 22 marca 1997 w Bergisch Gladbach) – niemiecki polityk, poseł do Parlamentu Europejskiego X kadencji.

## Życiorys
W 2015 zdał egzamin maturalny w miejscowości Wiehl. Studiował prawo na Uniwersytecie Kolońskim, po czym podjął aplikację prawniczą przy sądzie okręgowym w Kolonii. W 2020 wraz z dwoma innymi studentami założył partię pod nazwą Partei des Fortschritts, która w tym samym roku brała udział w wyborach lokalnych w Kolonii (z wynikiem około 30 głosów). Lukas Sieper został jej przewodniczącym, a w 2024 otworzył listę PdF w wyborach europejskich. Formacja uzyskała w skali Niemiec 0,6% głosów, co umożliwiło jej liderowi uzyskanie mandatu posła do Europarlamentu X kadencji.